# Leucania fuscipennis
Leucania fuscipennis är en fjärilsart som beskrevs av W. Warren 1910. Leucania fuscipennis ingår i släktet Leucania och familjen nattflyn. Inga underarter finns listade i Catalogue of Life.